# Smile (Smile.dk-album)
Smile är det svenska popgruppen Smile.dks debutalbum. Det innehåller 10 låtar på normal utgivning. På det japanska utgåvan finns låten Happy in Love med som bonusspår. Albumet blev guldcertifierat i Japan och gruppen fick priset "Best International Girl Group" i Hong Kong 1998.

## Låtlista
1. "Butterfly" – 2:58
2. "Coconut" – 3:23
3. "Sweet Senorita" – 3:10
4. "Middle of the Night" – 3:24
5. "Tic Toc" – 3:00
6. "Get Out" – 3:12
7. "Boys" – 3:06
8. "Mr. Wonderful" – 3:14
9. "Knock Knock" – 3:16
10. "Comme Ci Comme Ca" – 3:03
11. "Happy In Love" (Japan/Malaysia bonusspår) – 3:26